# Megan Meier
Megan Taylor Meier (6 de Novembro de 1992 — 17 de Outubro de 2006) foi uma adolescente estadunidense da cidade de Dardenne Prairie, Missouri, que cometeu suicídio por enforcamento aos 13 anos e 11 meses de idade. Seu suicídio foi atribuído ao cyberbullying ocorrido na rede social MySpace. O perpetrador, supostamente um adolescente de 16 anos chamado "Josh Evans", era na verdade Lori Drew, mãe de uma ex-amiga de Megan Meier, que depois admitiu ter criado a conta no MySpace com sua filha e sua funcionária Ashley Grills, na época com 18 anos. Várias pessoas contribuíram atuando na conta falsa, incluindo a própria Lori Drew.
Testemunhas afirmaram que as mulheres planejavam usar os e-mails de Megan Meier com "Josh" para obter informações sobre ela e posteriormente humilhá-la, em vingança a Megan ter supostamente espalhado rumores a respeito da filha de Lori.
Um júri federal abriu um processo contra Lori Drew em 15 de Março de 2008 sob três acusações de acesso a computadores protegidos sem autorização para obter informações com o intuito de causar dano emocional, e um sob conspiração criminal. Lori Drew foi julgada culpada de três acusações em 26 de Novembro de 2008.
O caso causou grande comoção e provocou várias jurisdições no sentido de criarem leis de combate ao cyberbullying.